# Westdeutscher Zeitschriftenverlag
Die WZV Westdeutsche Zeitschriften-Verlag GmbH in Düsseldorf ist ein deutscher Presseverlag. Dort erscheinen diverse Titel der Regenbogenpresse, z. B. „Neue Welt“, „Das Goldene Blatt“, „frau aktuell“ und „Echo der Frau“. Das Verlagshaus gehört zur WAZ-Mediengruppe in Essen.
Seit 2010 werden die Zeitschriften durch die neu gegründete WAZ-Women Group GmbH mit Sitz in Ismaning herausgegeben. Die Zeitschriften haben eine Auflage von ca. 1,8 Millionen Exemplaren pro Woche.